# Armiński (månekrater)
Armiński er et lille nedslagskrater på Månen. Det ligger på Månens bagside og er opkaldt efter den polske astronom Franciszek Armiński (1789-1848).
Navnet blev officielt tildelt af den Internationale Astronomiske Union (IAU) i 1970. 

## Omgivelser
Armiński ligger nordøst for det store Gagarin bjergomkransede basin. Nordvest for Armiński ligger Beijerinckkrateret, og mod sydøst ligger Cyranokrateret. 

## Karakteristika
Randen af Armiński er let oval af form, idet den er lidt forlænget i nordøstlig retning. Det danner et dobbeltkrater med "Armiński K", som er en lidt mindre dannelse, der næsten er forbundet med den sydøst rand. Der ligger et par småkratere over den sydvestlige del af Armińskis ydre væg. Den indre kraterbund er relativt jævn, men har et småkrater nær den vestlige, indre væg.

## Satellitkratere
De kratere, som kaldes satellitter, er små kratere beliggende i eller nær hovedkrateret. Deres dannelse er sædvanligvis sket uafhængigt af dette, men de får samme navn som hovedkrateret med tilføjelse af et stort bogstav. På kort over Månen er det en konvention at identificere dem ved at placere dette bogstav på den side af satellitkraterets midte, som ligger nærmest hovedkrateret. Armińskikrateret har følgende satellitkratere:
| Armiński | Længde  | Bredde   | Diameter |
| -------- | ------- | -------- | -------- |
| D        | 15,9° S | 155,3° Ø | 19 km    |
| K        | 17,1° S | 154,6° Ø | 22 km    |

## Måneatlas
- Billeder af Arminskikrateret i LPI-måneatlasset